# Mrzeżyno
Mrzeżyno [mʐɛˈʐɨnɔ] (deutsch Deep, auch Treptower Deep, heutzutage auch oft fälschlich Regamünde) ist ein Fischerdorf und Badeort an der Ostseeküste in der polnischen Woiwodschaft Westpommern.
Mrzeżyno gehört zur Stadt- und Landgemeinde Trzebiatów (Treptow an der Rega) im Powiat Gryficki und liegt etwa fünfzehn Kilometer westlich von Kołobrzeg (Kolberg) an der Mündung der Rega in Hinterpommern.

## Geschichte

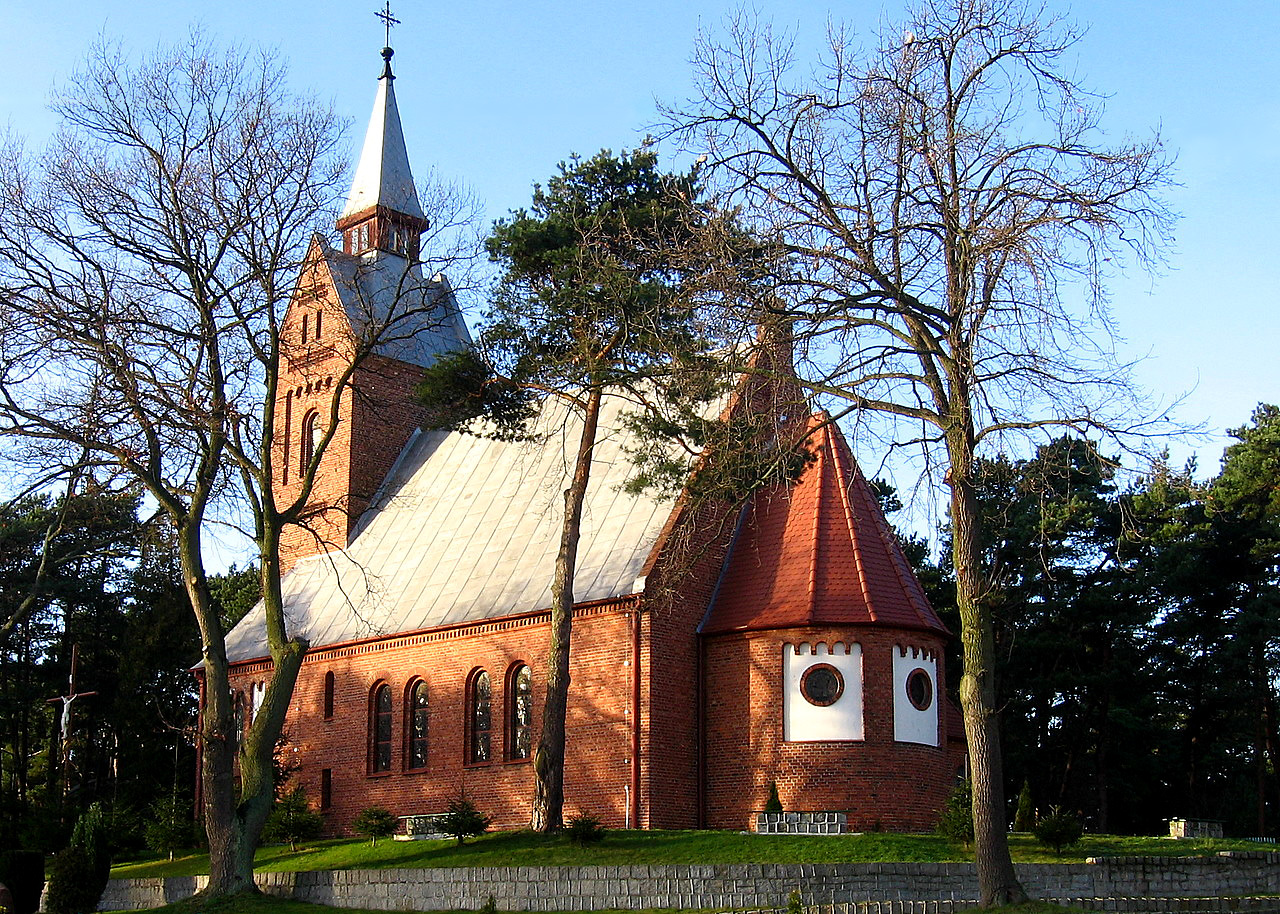
Dorfkirche

Der Ort erhielt einen Seehafen, als 1464 die Stadt Treptow an der Rega die Erlaubnis erhielt, einen neuen Seehafen am neu angelegten Abfluss der Rega zu errichten. Der bisherige bei Regamünde war durch Grenzstreitigkeiten für den Schiffsverkehr blockiert worden. Der neue Seehafen versandete später, und größere Schiffe waren gezwungen, auf der Reede vor dem Hafen vor Anker zu gehen.
In den 1920er Jahren war Deep ein kleines Fischerdorf und ein bescheidener Badeort mit einem kiesfreien Sandstrand und einigen Hotels und Gasthöfen. Um 1925 hatte Deep 380 Einwohner, und in den Urlauberherbergen (Hotels, Gasthöfe, Fremdenzimmer) logierten jährlich rund 2.500 Badegäste.  Der kleine malerische Ort links und rechts neben der Rega mit seinen einfachen, aber sauberen  Büdnerhäusern und Fischerhütten lockte Künstler an. 
Zwischen 1891 und 1936 verbrachte Lyonel Feininger regelmäßig seinen Sommerurlaub an der Ostsee. Er lebte von 1924 bis 1935 mit seiner Frau Julia und den Söhnen Andreas, Laurence und T. Lux meist von Mai bis September in Deep, bevor er 1937 Deutschland aus politischen Gründen verlassen musste. In Deep erhielt Feininger zahlreiche Anregungen für seine Arbeiten mit Strand-, Meer- und Schiffsmotiven, unter anderem: Yachtrennen (1925), Stiller Tag am Meer (1926), Regamündung I und Regamündung II (1927), Die große Kutterklasse (1929), Deep, Sonnenuntergang (1930), West-Deep (1931), Dünen am Strand (1936), Schwarze Welle (1937), Dunes (Küste von Deep, 1945), The Baltic (Die Ostsee, 1947). In einem Brief aus dem amerikanischen Exil schrieb Feininger an seinen Maler-Freund Georg Muche: „…doch ist für uns hierzulande nirgends eine ‚Ostsee‘ zum Sommeraufenthalt beschieden. Wir sehnen uns oft maßlos nach unseren alten, monatelang ausgedehnten Erholungsreisen in Deep.“ Dreißig seiner Gemälde und Zeichnungen befassen sich mit der Ruine der Nikolaikirche in Hoff a. d. Ostsee (heute Trzęsacz).
Am 12. März 1945 wurde Deep von der Roten Armee besetzt, die bereits acht Tage zuvor Treptow an der Rega eingenommen hatte. Soweit sie nicht bereits geflohen war, wurde die deutsche Zivilbevölkerung nach Kriegsende aufgrund des Potsdamer Abkommens und der daraus resultierenden Bierut-Dekrete vertrieben.

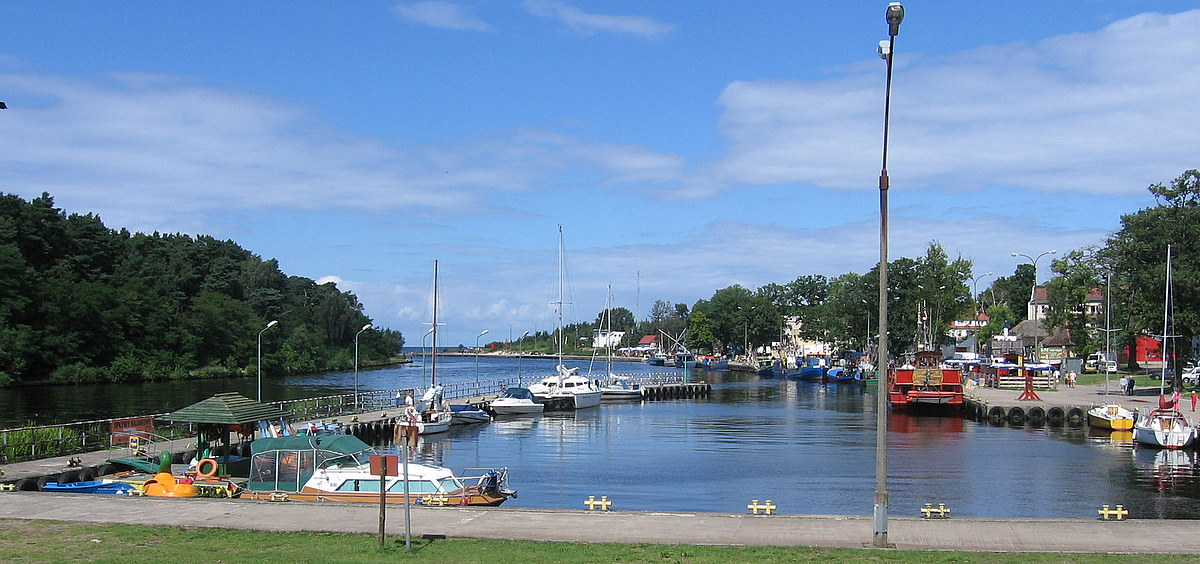
Der Yachthafen in Mrzeżyno

## Fußnoten

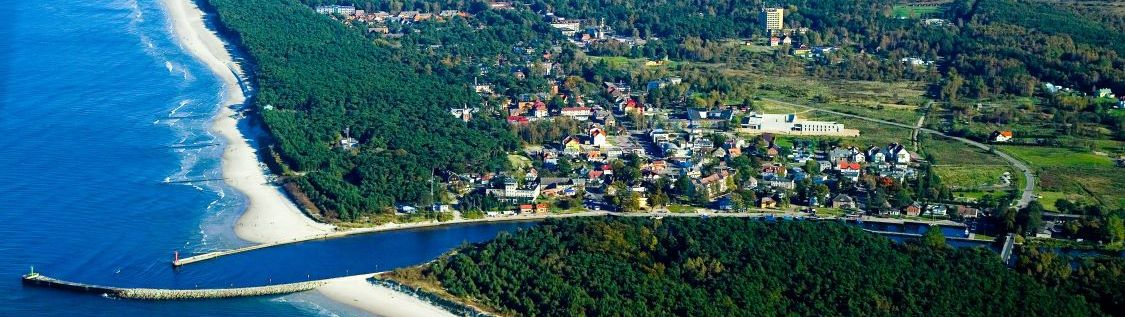
Östlicher Ortsteil von Mrzeżyno mit der Mündung der Neuen Rega.

## Entwicklung der Einwohnerzahl
- 1910: 0450[5]
- 1925: 0467[6]
- 1933: 0571[6]
- 1939: 2113[6]
- 1994: 1858[7]
- 1998: 1716[7]
- 2001:	1691[7]
- 2009: 1671[8]